# Bitwa nad rzeką Orbieu
Bitwa nad rzeką Orbieu – starcie zbrojne, które miało miejsce w roku 793. 
Wojska arabskie pod dowództwem Abd-al-Malika uderzyły na Narbonne, ale nie zdołały zdobyć miasta. Następnie skierowały się na Carcassonne niszcząc i rabując po drodze. Nad rzeką Orbieu zastąpiły im drogę wojska frankijskie dowodzone przez Wilhelma z Akwitanii. Bitwę wygrały siły arabskie.